# Zaquínguez
Zaquínguez är en ort i Mexiko.   Den ligger i kommunen Tapilula och delstaten Chiapas, i den sydöstra delen av landet, 700 km öster om huvudstaden Mexico City. Zaquínguez ligger 977 meter över havet och antalet invånare är 315.
Terrängen runt Zaquínguez är bergig söderut, men norrut är den kuperad. Runt Zaquínguez är det ganska tätbefolkat, med 72 invånare per kvadratkilometer. Närmaste större samhälle är Ixhuatán, 2,5 km nordväst om Zaquínguez. I omgivningarna runt Zaquínguez växer i huvudsak städsegrön lövskog.